# Zenón Franco Ocampos
Zenón Franco Ocampos est un joueur d'échecs paraguayen et un auteur de livres sur les échecs né le 12 mai 1956 à Asunción et mort le 1er octobre 2024 à Vigo. Il remporte deux fois la médaille d'or au premier échiquier lors des olympiades.
Au 1er février 2021, il est le cinquième joueur paraguayen avec un classement Elo de 2 458 points.

## Biographie
Grand maître international depuis 1990, Franco Ocampos a remporté :
- le championnat du Paraguay en 1976 ;
- le championnat panaméricain d'échecs en 1981[2] ;
- le tournoi Konex de Buenos Aires en 1988 (ex æquo avec Gilberto Milos) ;
- le tournoi de Las Palmas en 1991 (ex æquo avec Veselin Topalov et Viktor Kortchnoï).

Il représenta le Paraguay lors de dix  olympiades (en 1976, 1978, 1982, 1984, 1988, 1990, 2002, 2006, 2008, 2016 et 2018). Il remporta deux fois la médaille d'or au premier échiquier : en 1982 (avec 11 points marqués en 13 parties, performance Elo de 2 656 points) et en 1990 (avec 9 points marqués sur 12).
De 1998 à 2000, Franco Ocampos fut affilié à la Fédération espagnole des échecs. Il représenta l'Espagne à l'Olympiade d'échecs de 1998, jouant comme deuxième échiquier de réserve. En 1999, il finit deuxième du championnat d'Espagne d'échecs. En 2000, il participa au premier championnat d'Europe d'échecs individuel et finit à la 41e place avec 6,5 points marqués en 11 parties.
Franco Ocampos meurt le 1er octobre 2024 à Vigo, à l'âge de 68 ans,.

## Publications
- Usted Juega, 2005,  (ISBN 99920-906-0-X)
- Chess Self-Improvement, Gambit, 2005,  (ISBN 1-904600-29-8)
- Winning Chess Explained: How Chess Games Are Won And Lost in Practice, Gambit, 2006,  (ISBN 1-904600-46-8)
- The Modern Benoni , Gambit, 2007,  (ISBN 1-904600-77-8)
- The English Opening, Gambit,  (ISBN 1-904600-59-X)
- avec Colin Crouch, How to Defend in Chess, Gambit, 2007,  (ISBN 978-1-904600-83-1)
- avec  Franck Lohéac-Ammoun, La Benoni moderne expliquée, Olibris, 2008 (Chess Explained: The Modern Benoni. Gambit, 2007)
- Zenon Franco et Christian Bauer (trad. de l'anglais), L'Anglaise expliquée, Montpellier, Olibris, 2007, 140 p. (ISBN 978-2-916340-13-5), p. 9-10
- The Art of Attacking Chess, Gambit Publications, 2008,  (ISBN 1-904600-97-2)
- Magistral Ciudad de León, 20 años de ajedrez, 2008 (avec Leontxo Garcíą),
- Ajedrez solitario/ Solitaire Chess, 2008
- Mas Ajedrez solitario/ More Solitaire Chess, 2009,  (ISBN 970-803-085-6)
- Grandmaster Secrets: Counter-Attack!, Gambit Publications, 2009,  (ISBN 978-1906454098)
- Los campeones del nuevo milenio / The champions of the new millennium, 2010
- 64 posiciones de entrenamiento (Test Your Chess), 2013
- Anand: Move by Move, Everyman Chess, 2014,  (ISBN 978-1781941867). ( Anand jugada a jugada, 2016)
- Spassky: Move by Move, 2015
- (en) Zenón Franco Ocampos, Rubinstein : Move by Move, Everyman Chess, 2016 (ISBN 978-1-78194-314-4)
- Keres: Move by Move, 2017
- Morphy: Move by Move , 2017 (Morphy jugada a jugada, 2018)
- Lasker Move by Move, 2018
- Planning: Move by Move: First the idea and then the move!, 2020
- Carlsen jugada a jugada, 2019
- Magnus Wins With White, 2020 (avec Peter Heine Nielsen)
- Magnus Wins With Black, 2020
- Acierte las Jugadas 1: Ajedrez de Entrenamiento, 2020
- Don Miguel Najdorf, el "Viejo", 2020 ; Miguel Najdorf: 'El Viejo' - Life, Games and Stories, 2021